# Длужев
Длужев (пол. Dłużew) — село в Польщі, у гміні Сенниця Мінського повіту Мазовецького воєводства.
Населення — 206 осіб (2011).
У 1975—1998 роках село належало до Седлецького воєводства.

## Демографія
Демографічна структура станом на 31 березня 2011 року:
|          | Загалом | Допрацездатний вік | Працездатний вік | Постпрацездатний вік |
| -------- | ------- | ------------------ | ---------------- | -------------------- |
| Чоловіки | 99      | 27                 | 67               | 5                    |
| Жінки    | 107     | 26                 | 52               | 29                   |
| Разом    | 206     | 53                 | 119              | 34                   |